# Діндо Жозефіна Костянтинівна

Могила Жозефіни Діндо і Бернарда Кратко

Діндо́ Жозефі́на Костянти́нівна (11 грудня 1902, Варшава, Варшавська губернія, Царство Польське, Російська імперія — 18 травня 1953, Київ, Українська РСР, СРСР) — українська скульпторка польсько-єврейського походження.

## Біографія
Народилась 11 грудня 1902 року у Варшаві, ще дитиною залишилась сиротою. У роки Першої світової війни переїхала до Риги, восени 1917 року до Харкова, де в 1920 році стала студенткою Харківського художнього інституту, який закінчила 1926 року. Вчилася у Бернарда Кратко, з яким взяла шлюб. Працювала в галузі монументальної та станкової скульптури, пластики малих форм. Членкиня АРМУ з 1927 року. Починаючи з 1930 року викладала в Одеському художньому інституті, де організувала скульптурно-керамічний факультет, а з 1933 року стала доценткою Київського художнього інституту, згодом — професоркою цього ж інституту. Серед учнів — скульптори Віктор Мухін і Іван Шаповал.
12 червня 1937 заарештована НКВД «за звинуваченням в шпіонажі в інтересах Польщі». Засуджена до 10 років у виправно-трудових таборах, відбувала покарання в Карагандинській області. Восени 1940 року судово-слідчу справу Діндо було переглянуто і за відсутністю складу злочину художницю звільнили. 1988 року реабілітована.
До Києва Діндо повернулася перед початком німецько-радянської війни. Через поранення не змогла евакуюватися з Києва і тільки 1943 року почала працювати в майстернях при Київському художньому інституті.
Трагічно загинула в своєму помешканні (вулиця Січових Стрільців, Київ). Похована в Києві на Лук'янівському цвинтарі (ділянка № 25, ряд 1, місце 26), поряд з чоловіком, надгробок з написом: «Скульптор Жозефина Константиновна Диндо 1902—1953, Бернард Михайлович Кратко 1884—1960».

## Творчість
Творчий доробок Жозефіни Діндо складають численні жанрові композиції 1928–1948 років, значна кількість станкових скульптур 1920—1948 років, а також:
- пам'ятник Розі Люксембург для Харкова (бетон; 1921);
- барельєфи на фасадi санаторію в Одесі (1928);
- проєкт пам'ятника Т. Г. Шевченку для Харкова (1933);
- проєкт пам'ятника М. Гоголю в Москві (1935);
- скульптурне оздоблення Піонерського парку в Києві (1935) та інше.

Діндо монументалістка з синтезованою формою великого стилю, її твори виявляють складне психологічне напруження: «Селянка» (1920), «Мати», «Пастушка» (1926), «Молочниця» (1929), «Безпритульний», «Життя», «Крик», «Мольба»; серія постатей фізкультурників.
Працюючи на Городницькому порцеляновому заводі, Діндо вдало виступала в жанрі скульптури малих форм, виконаної у порцеляні.
Скульпторка неодноразово виставляла свої твори на численних виставках. За проєкт пам'ятника під девізом «Вічність» їй призначена заохочувальна премія.
На момент арешту Діндо у 1937 в майстерні миткині було 22 скульптури. Всі їх знищили співробітники НКВС. Робіт Діндо майже не залишилося. Відомо лише про шість скульптур, що збереглися.